# Carice van Houten
Pour les articles homonymes, voir van Houten.
Carice Anouk van Houten [kaːˈris aːˈnuk fɑn ˈɦʌutə(n)], née le 5 septembre 1976 à Leiderdorp, est une actrice, chanteuse et  auteure-compositrice-interprète néerlandaise. Elle est principalement connue pour avoir joué dans Black Book en 2006, Walkyrie en 2008, Repo Men et Black Death en 2010. Elle interprète le rôle de Mélisandre d'Asshaï dans la série Game of Thrones.

## Biographie

### Enfance
Carice van Houten est née d'un père néerlando-britannique et d'une mère néerlandaise. Son père Theodore van Houten (nl), né en 1952, est écrivain, musicologue et historien du cinéma. Sa mère Margje Stasse, née en 1950, est chef du personnel. Elle a une sœur également actrice, Jelka van Houten. Elle grandit dans une atmosphère d'art et de culture : notamment, son père emmène régulièrement ses deux filles, Carice et Jelka, dans les musées, au théâtre ou au cinéma ; elle étudie la clarinette. En 1981, elle a 5 ans seulement lorsque ses parents divorcent. Elle passe son enfance dans une maison de la forêt d’Amelisweerd (nl). Sa mère se remarie, mais divorce à nouveau lorsque Carice est âgée de 17 ans.

### Carrière
Elle joue un rôle important en 1993, dans une pièce de Hugo Claus, au collège de Saint-Boniface à Utrecht. Elle étudie à l'Académie de théâtre et de danse, à Amsterdam, jusqu'en juin 2000. Durant sa formation, elle est découverte par le réalisateur Hans Kemna (nl). Il lui donne un rôle dans la série télévisée The Labyrinth (13 épisodes) qui est diffusée à l'automne 1997.

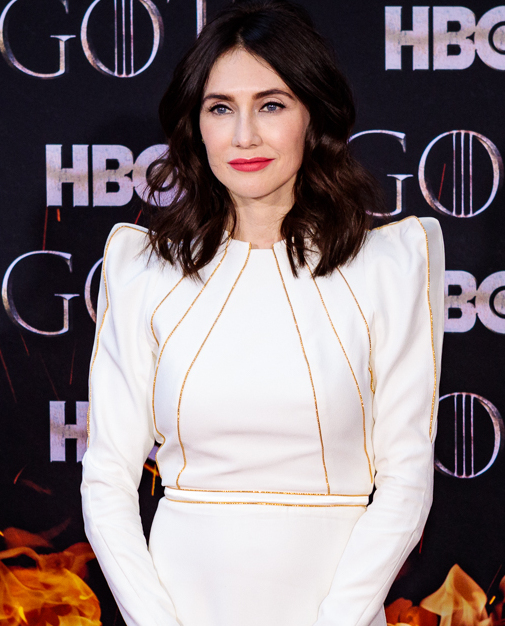
Carice van Houten, 3 avril 2019.

En 2006, elle joue dans Black Book sous la direction de Paul Verhoeven ; pour cette prestation, elle remporte un Veau d'or, l'équivalent néerlandais d'un César. Elle apparait dans Walkyrie, film américano-allemand réalisé par Bryan Singer et sorti en 2008. Elle accède à la notoriété internationale en jouant le rôle de Mélisandre d'Asshaï dans la série Game of Thrones.
Elle sort son premier album musical See You On The Ice le 28 septembre 2012. Ses principales influences musicales sont Kate Bush, Beach Boys, Jeff Buckley, Van Morrison, Nina Simone, David Sylvian et Villagers.
En 2022, elle tient l'un des rôles principaux de la série belgo-néerlandaise, Red Light (nl), conçue par elle et Halina Reijn. Diffusée en France sur arte en février et mars 2022, l'œuvre est sélectionnée en compétition au festival Canneseries la même année. En dix épisodes, Red Light, (pour « quartier chaud ») évoque le destin de trois femmes (interprétées à ses côtés par Halina Reijn et Maaike Neuville) en lien avec les milieux de la prostitution d'Amsterdam à Anvers.

### Engagements

#### Environnement et climat
Le 16 mai 2023, elle est arrêtée par la police néerlandaise pendant une manifestation pour le climat devant le siège de la banque néerlandaise Robobank, où se tenait l'assemblée annuelle de l'entreprise, à Utrecht.
En septembre 2023, elle est arrêtée lors d'une manifestation d'Extinction Rebellion de blocage d'une autoroute dans le centre de La Haye visant à demander la fin des subventions aux énergies fossiles.

### Vie privée
Carice partage une très grande amitié avec l'actrice Halina Reijn, qu'elle connait depuis 1994. Elles ont travaillé ensemble dans les films Black Book et Walkyrie. En 2013, elles publient ensemble un livre Antiglamour, racontant leur amitié et leur vie privée. Même si les actrices sont très proches et n'hésitent pas à s'embrasser devant la caméra, Carice dément toute relation romantique, signalant qu'il s'agit juste d'une amitié profonde.
De 2005 à mars 2010, elle partage la vie de l'acteur allemand Sebastian Koch, rencontré sur le tournage du film Black Book.
De 2013 à 2015, elle est la compagne de Kees van Nieuwkerk, le fils du journaliste et présentateur de télévision néerlandais Matthijs van Nieuwkerk.
Carice van Houten a déclaré qu'Hollywood la rendait malheureuse : « J'ai vu Hollywood et bien que je n'aie rien contre cela, ce n'est pas mon style de vie. Mon agent est choqué que je veuille rester en Europe. [...] Si Hollywood m'offre une grande opportunité, bien sûr que je la prendrai, mais c'est seulement que je ne veux pas vivre là-bas ».
En 2015, elle est en couple avec Guy Pearce, rencontré sur le tournage de Brimstone. Le 19 mars 2016, ils annoncent attendre leur premier enfant qui naît le 29 août : il s'agit d’un garçon prénommé Monte Pearce. Dix ans plus tard, en janvier 2025, ils annoncent leur séparation.

## Filmographie

### Cinéma
Sources : AlloCiné et Cinéfil
- 1997 : 3 ronden : Emily
- 1998 : Ivoren wachters
- 2000 : Goede daden bij daglicht: Op weg : Carola
- 2001 : Storm in mijn hoofd : Erwtenbloesem, Titania
- 2001 : AmnesiA (nl) : Sandra
- 2001 : De Acteurs : Ellie
- 2001 : Miaou ! (Minoes) de Vincent Bal : Minoes
- 2002 : Het everzwijn : Pandora
- 2003 : De Passievrucht (nl) : Monika
- 2005 : Boy Meets Girl Stories (court métrage)
- 2005 : Zwarte zwanen (nl) : Marleen
- 2005 : Le Petit Mathématicien (nl) : Juffrouw Broer
- 2005 : Modèle:Ien : Lis
- 2006 : Ik omhels je met 1000 armen (nl) : Samarinde
- 2006 : Black Book (Zwartboek) de Paul Verhoeven : Rachel Stein / Ellis de Vries
- 2007 : Alles is liefde de Joram Lürsen : Kiki Jollema
- 2008 : Dorothy (Dorothy Mills) d’Agnès Merlet : Jane Morton
- 2008 : Walkyrie de Bryan Singer : Nina von Stauffenberg
- 2009 : Komt een vrouw bij de dokter (nl) : Carmen
- 2009 : Le Secret de Green Knowe de Julian Fellowes : Maria Oldknow
- 2010 : Repo Men de Miguel Sapochnik : Carol
- 2010 : De gelukkige huisvrouw (nl) : Lea
- 2010 : Black Death de Christopher Smith : Langiva
- 2011 : Intruders de Juan Carlos Fresnadillo : Susanna
- 2012 : Ingrid Jonker de Paula van der Oest : Ingrid Jonker
- 2012 : Jackie de Antoinette Beumer : Sophie
- 2013 : Le Cinquième Pouvoir (Fifth Estate) de Bill Condon : Birgitta Jónsdóttir
- 2016 : La Couleur de la victoire (Race) de Stephen Hopkins : Leni Riefenstahl
- 2016 : Incarnate de Brad Peyton : Lindsay Sparrow
- 2016 : Brimstone de Martin Koolhoven : Anna
- 2019 : Domino : La Guerre silencieuse (Domino) de Brian De Palma : Alex
- 2019 : The Affair (The Glass Room) de Julius Sevcik : Hana
- 2019 : Instinct : Liaison interdite (Instinct) de Halina Reijn : Nicoline
- 2020 : Lost Girls & Love Hotels (en) de William Olsson : Ines

### Télévision
- 1999 : Suzy Q (nl) de Martin Koolhoven (téléfilm) : Suzy
- 2002 : Luifel & Luifel (nl) (saison 2, épisode 07) : Roos
- 2004 : Russen (nl) (saison 5, épisode 05) : José Machielsen
- 2004 : Kopspijkers (nl) (saison 19, épisode 05) : Georgina Verbaan
- 2006 : Koppensnellers (nl) (saison 1, épisode 16) : Georgina Verbaan
- 2012-2019 : Game of Thrones : Mélisandre d’Asshaï (29 épisodes)
- 2015 : Les Simpson : Annika, une cousine de Milhouse Van Houten
- 2019-2021 : Temple (mini-série), créée par Mark O'Rowe : Anna Willems
- 2020-2021 : Red Light (nl) (saison 1) : Sylvia[14]
- 2022 : Les Liaisons dangereuses (Dangerous Liaisons) : Jacqueline Montrachet

## Discographie

### Albums studios
- 2012 : See you on the ice (sorti le 27 septembre 2012)[15]